# Guillaume Duprat (Bischof)
Guillaume Duprat (* 1507 in Issoire; † 23. Oktober 1560 in Beauregard-l’Évêque, Département Puy-de-Dôme) war ein französischer Geistlicher und Bischof von Clermont.

## Leben
Guillaume Duprat war das jüngste von drei Kindern des späteren Kardinals Antoine Duprat und dessen Gattin Françoise Veiny D’Abrouze, er hatte noch einen älteren Bruder und eine Schwester. Seine Mutter starb bereits am 19. August 1508.
Im Jahre 1529 wurde er als Nachfolger seines Onkels Thomas Duprat zum Bischof von Clermont ernannt. Als solcher nahm er an den letzten Sitzungen des Konzils von Trient teil. In seinem Bistum nahm er die Jesuiten auf und übertrug ihnen die Leitung der Kollegs in Billom und Mauriac. Gegen eine wachsende Opposition unterstützte er die Societas Jesu auch finanziell, unter anderem im Jahre 1550 bei der Gründung des Collège de Clermont in Paris, welches nach Duprats Bischofssitz benannt wurde.